# Procédé Krupp-Renn
Vous lisez un « article de qualité » labellisé en 2022.

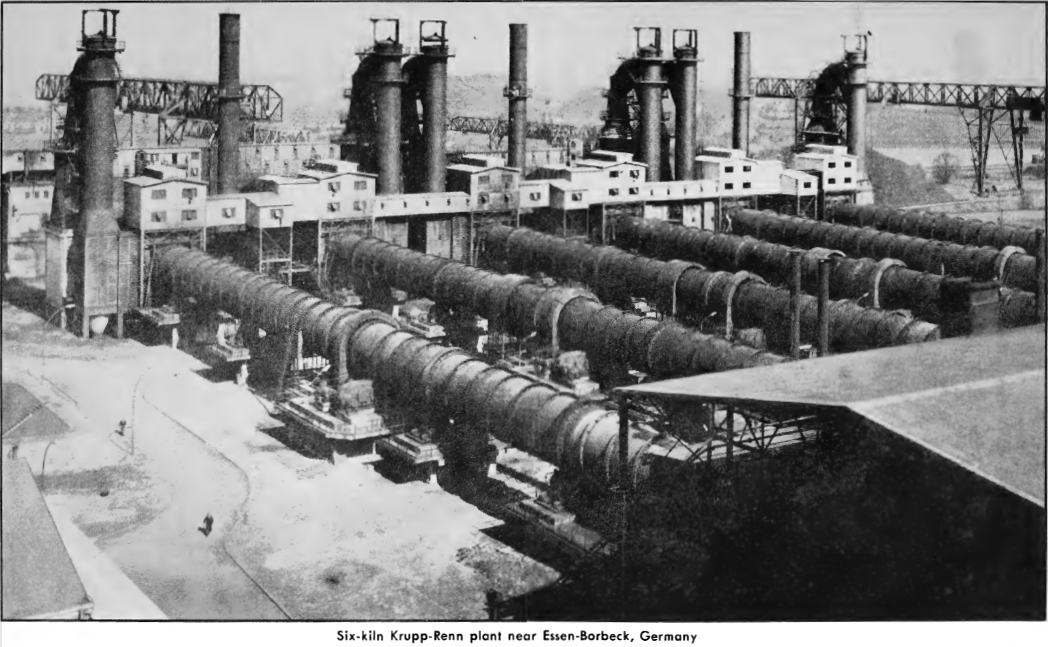
Vue des six fours rotatifs de l'usine de réduction directe d'Essen-Borbeck, vers 1964.

Le procédé Krupp-Renn est un procédé sidérurgique de réduction directe utilisé pendant les années 1930 à 1970. Fondé sur l'utilisation d'un four rotatif, il s'agit d'un des rares procédés de réduction directe ayant connu un succès technique et commercial dans le monde.
À l'instar de la majorité des procédés de réduction directe, il est une alternative aux hauts fourneaux, dont la rentabilité est pénalisée par la consommation de coke. Consommant essentiellement de la houille, le procédé Krupp-Renn a la particularité de réaliser une fusion partielle de la charge enfournée. Ainsi, il est approprié au traitement des minerais pauvres ou infusibles, car leur gangue génère un laitier protecteur et facile à séparer du fer. Il produit des nodules de minerai de fer préréduit, les Luppen, qui peuvent être facilement refondus.
Les premiers fours industriels apparaissent au cours des années 1930, dans l'Allemagne nazie puis dans l'empire du Japon. Dans les années 1950, quelques usines neuves sont construites, notamment en Tchécoslovaquie et en Allemagne de l'Ouest. Le procédé est abandonné au début des années 1970, non sans avoir engendré quelques variantes.
Peu productif, difficile à maîtriser et pertinent uniquement avec des minerais particuliers, le procédé ne survit plus, au début du XXIe siècle, qu'au Japon où, sous une forme modernisée, il permet la production de ferronickel.

## Histoire

### Mise au point
Le principe de la réduction directe du minerai de fer par un brassage à haute température de poudre de minerai mélangée avec du charbon, avec un peu de calcaire pour diminuer l'acidité du minerai, a été testé dès la fin du XIXe siècle. On peut notamment relever le procédé de réduction directe de Carl Wilhelm Siemens, utilisé de manière épisodique aux États-Unis et au Royaume-Uni dans les années 1880. Ce procédé est fondé sur l'utilisation d'un court tambour de 3 m de diamètre et autant de long, d'axe horizontal, où sont insufflés des gaz préchauffés par deux régénérateurs.
L'utilisation de four tubulaire rotatif en métallurgie, inspiré de ceux utilisés en cimenterie, suscite alors de nombreuses recherches. Le  procédé Basset, développé dans les années 1930, permet même de produire de la fonte en fusion. Le métallurgiste allemand Friedrich Johannsen, chef du département métallurgie à l'usine Gruson et professeur à l'École des mines de Clausthal, s'intéresse, dans les années 1920, aux applications métallurgiques de ce type de four. Il dépose une série de brevets relatifs au retrait des métaux volatils indésirables présents dans les matières premières sidérurgiques.
Dans les années 1930, Johannsen commence à mettre au point la production de fer par réduction directe. La première installation est essayée de 1931 à 1933, dans l'usine Gruson à Magdebourg. Les recherches se déroulent également à l'usine Krupp de Essen-Borbeck, jusqu'en 1939. Le procédé, baptisé « Krupp-Renn », fait référence à l'entreprise Krupp, qui l'a développé, et au Rennfeuer, qui désigne le bas fourneau. Il est prometteur et, à partir de 1932, Krupp dépose des brevets hors d'Allemagne afin de protéger l'invention.

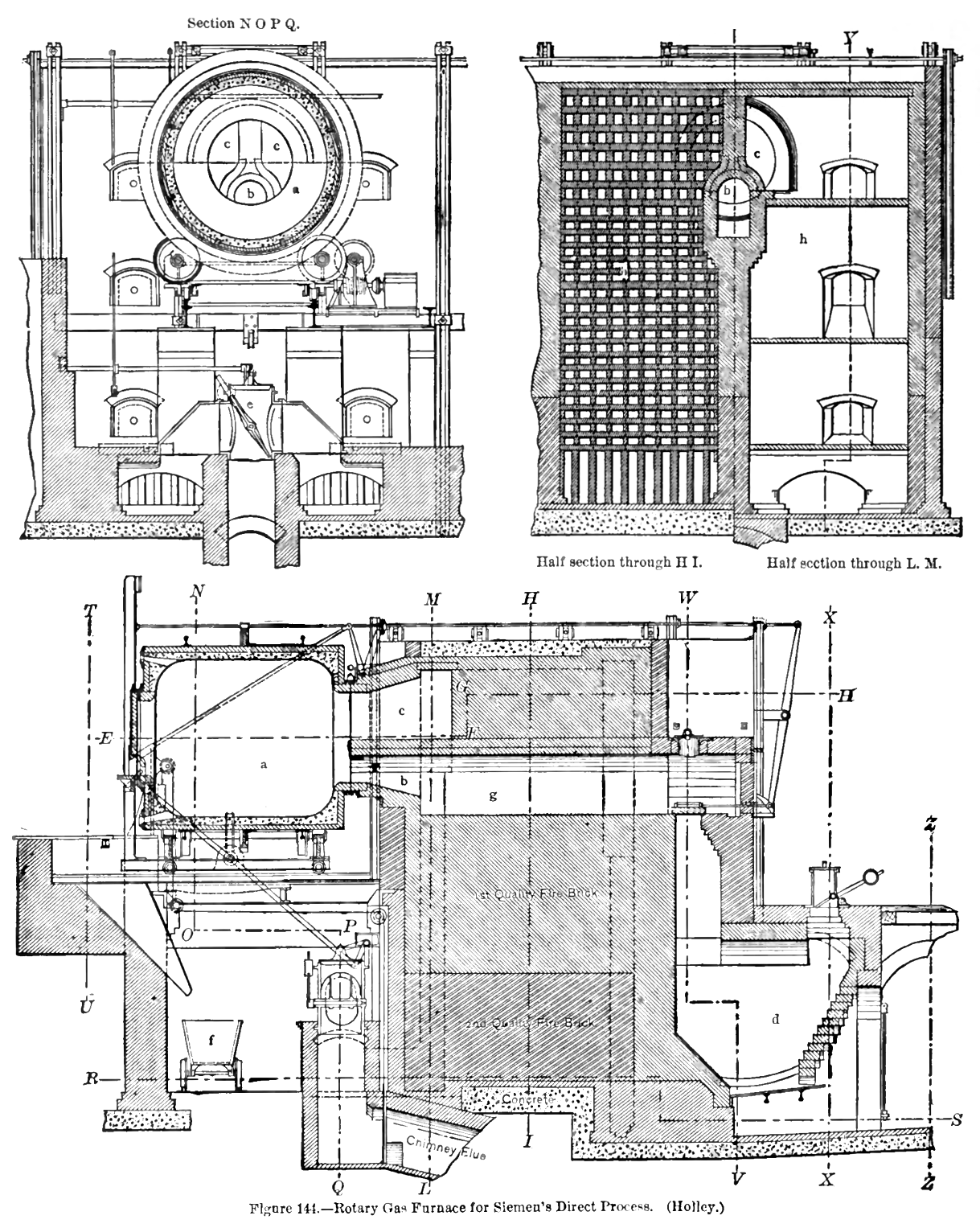
Four de réduction directe inventé par Siemens.
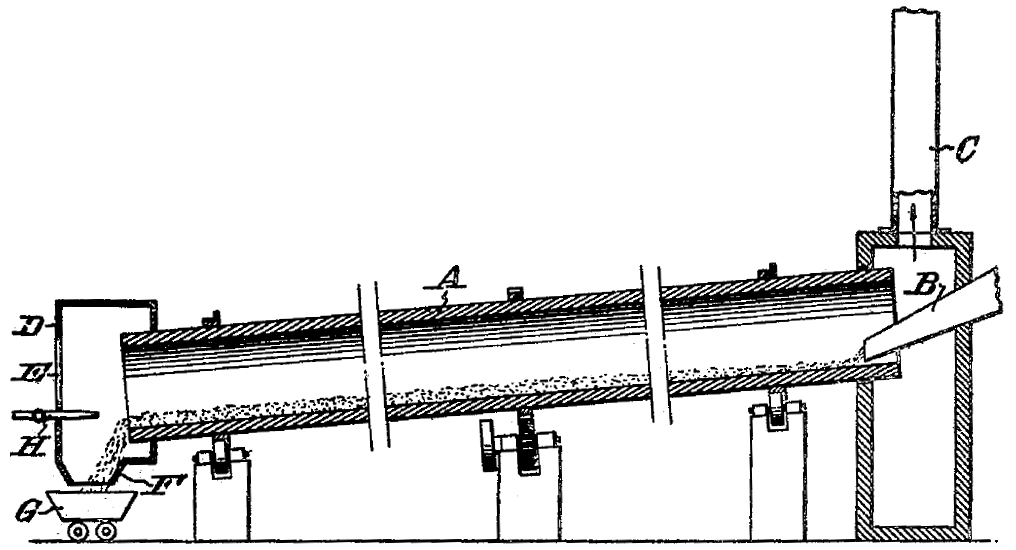
Brevet de 1927 de Johannsen sur un four de récupération d'éléments volatils.
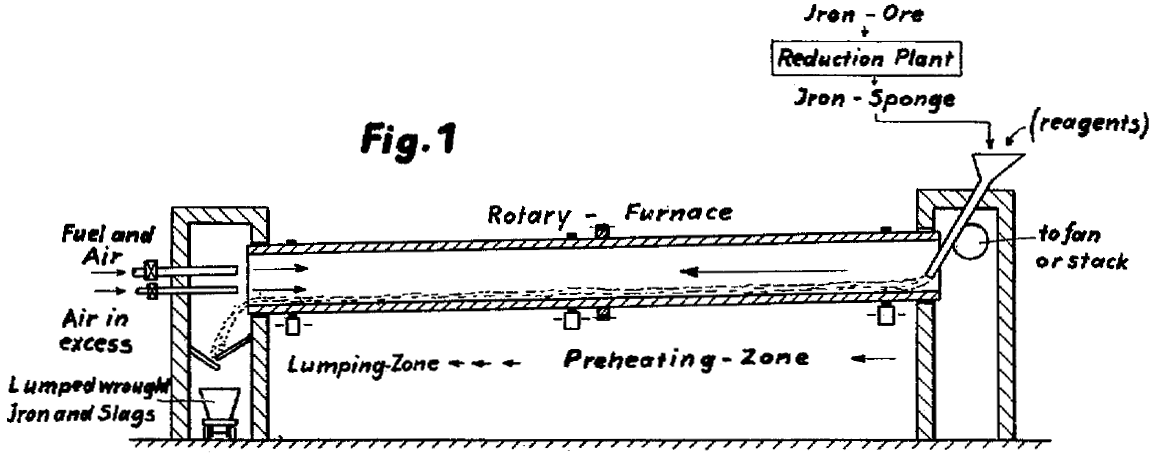
Premier brevet américain de Johannsen  sur le procédé Krupp-Renn, déposé en 1934.

### Adoption
En 1945, on recense 38 fours. Quoiqu'ils ne totalisent alors qu'une capacité de 1 Mt/an, ils sont présents partout dans le monde. En Allemagne, le procédé avait été favorisé par la politique d'autarcie du régime nazi, qui privilégiait l'utilisation des minerais de fer nationaux de mauvaise qualité, plutôt que la rentabilité. L'empire du Japon bénéficie d'un transfert de technologie dans le contexte des liens entre l'Allemagne nazie et le Japon impérial. Des fours sont installés dans la sphère de coprospérité et les techniciens japonais s'approprient le procédé. À la veille de la guerre du Pacifique, les Japonais l’exploitent dans 4 aciéries. 
Après la Seconde Guerre mondiale, toutes les installations en Allemagne, en Chine et en Corée sont démantelées. Parmi celles-ci, 29 sont envoyées en URSS comme réparation de guerre. Seules les installations tchécoslovaques et japonaises demeurent intactes.
Dans les années 1950, Krupp reconstruit quelques gros fours, notamment en Espagne, Grèce et Allemagne,. Tout particulièrement, les Tchécoslovaques s'en font les principaux promoteurs, en construisant 16 fours et en améliorant l'efficacité du procédé. Selon la Grande Encyclopédie soviétique, plus de 65 installations industrielles (60 à 110 m de long et 3,6 à 4,6 m de diamètre) sont construites des années 1930 à 1950. En 1960, 50 fours fonctionnent dans divers pays, produisant 2 Mt/an.

### Disparition

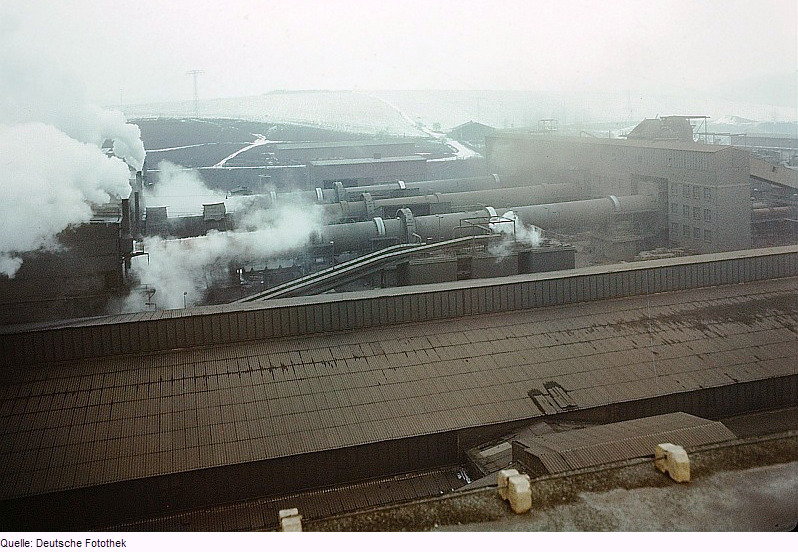
Fours Krupp-Renn de la fonderie de nickel de St. Egidien, RDA, en 1982. Ces fours, arrêtés en 1990, ont été parmi les derniers à être opérationnels.

L'URSS, qui récupère 29 fours comme dommage de guerre n'en tire guère de profit. En effet, « les méthodes destructives et inappropriées de l'Armée soviétique pour démanteler les installations industrielles allemandes ont été un énorme gaspillage, et il s'est avéré difficile pour les Russes de reconstituer ces usines en Union soviétique. Les étrangers qui ont voyagé en train de Berlin à Moscou ont rapporté que chaque [mètre] de voie ferrée et d'accotement était encombré de machines allemandes, la plupart se détériorant dans la pluie et la neige. » Mais la sidérurgie russe est assez peu dépendante de l'apport technologique de l'Ouest, et le bloc de l'Est n'entretient finalement guère cette technologie marginale que dans les pays d'Europe récemment soviétisés, où elle est aussi progressivement abandonnée.
En Allemagne de l'Ouest, les gros fours reconstruits dans les années 1950 fonctionnent une dizaine d’années avant d'être arrêtés, victimes du faible coût des ferrailles et du minerai importé. Le procédé disparaît alors de l'Allemagne de l'Ouest, en même temps que de l'Europe de l'Ouest.
Au Japon, les fours évoluent eux aussi vers des outils de plus en plus gros. Mais là aussi, l'épuisement des gisements locaux de sables ferrugineux, combiné au faible coût des ferrailles et des minerais importés, amène à l'abandon progressif du procédé. Pour autant, les Japonais l'améliorent régulièrement, le faisant évoluer sous d'autres appellations et sur des productions spécialisées, comme les ferroalliages ou la valorisation de sous-produits sidérurgiques. Au début du XXIe siècle, il n'y a qu'au Japon que le procédé Krupp-Renn est explicitement utilisé pour la production de ferronickel.
En 1972, la plupart des usines tchécoslovaques, japonaises et ouest-allemandes ne fonctionnent plus : le procédé est considéré comme globalement obsolète et ne retient plus l'attention des industriels.

## Procédé

### Principes généraux

Schéma de principe du procédé Krupp-Renn.

Le procédé Krupp-Renn est un procédé de réduction directe dont le réacteur est un long four tubulaire identique à celui utilisé dans les cimenteries. Dans les dernières unités construites, celui-ci mesure environ 4,5 m de diamètre et 110 m de long. Le four rotatif est incliné d’environ 2,5 % ; sa pente et sa vitesse de rotation influent sur la durée de séjour du produit.
Le minerai de fer est premièrement broyé pour atteindre une granulométrie inférieure à 6 mm. Il est ensuite introduit à l’amont du four, mélangé avec un peu de combustible (généralement de la houille). Au bout de 6 à 8 heures, il ressort du four à l’extrémité opposée, sous la forme d’un minerai de fer préréduit à 1 000 °C. Le fer récupéré atteint 94 % à 97,5 % du fer initialement présent dans le minerai.
La chaleur est apportée par un brûleur situé à l’extrémité inférieure du four, qui fonctionne donc comme un réacteur à contre-courant. Le combustible consiste en un charbon finement pulvérisé, dont la combustion à haute température génère en outre le gaz réducteur, essentiellement du CO. Une fois le four chaud, l’essentiel du combustible peut être apporté par le mélange minerai-houille.
Les fumées qui sortent par l’extrémité supérieure du four atteignent 850 à 900 °C. Elles sont donc refroidies et débarrassées de leur poussière par une injection d’eau avant d’être évacuées à la cheminée.
Le procédé est efficace dans la production de ferronickel à cause de la proximité chimique des deux éléments. En effet, les oxydes de fer et de nickel sont, à 800 °C, facilement réduits par le carbone alors que les autres oxydes constituant la gangue du minerai sont peu ou pas réduits. Notamment, l'oxyde de fer(II) (ou la wustite), qui est l'oxyde de fer stable à 800 °C, présente une réductibilité proche de celle de l'oxyde de nickel(II) : il n'est donc pas possible de réduire l'un sans l'autre.

### Particularités du procédé
La température maximale dans le four rotatif, comprise entre 1 230 et 1 260 °C, est beaucoup plus élevée que les 1 000 à 1 050 °C strictement nécessaires à la réduction des oxydes de fer. L'objectif est d'amener la gangue du minerai à l'état pâteux. Le fer réduit peut alors s'agglomérer en nodules métalliques 3 à 8 mm, les Luppen. Si la gangue est très infusible, la température doit être augmentée, jusqu'à 1 400 °C pour une charge basique : la maîtrise de la viscosité à chaud de la gangue est un point clé. Parmi les procédés de réduction directe par tambour rotatif, il se distingue donc par les hautes températures mises en œuvre :
| Dessin d'un tambour                 |            |                          |                |            |                                  |
|                                     | 1          | 2                        | 3              | 4          | 5                                |
| Consistance du produit obtenu       | solide     | solide                   | solide         | pâteux     | solide (clinker) liquide (fonte) |
| Température maxi (°C)               | 600-900    | 900-1100                 | 900-1100       | 1200-1300  | 1400-1500                        |
| Réduction (% de O2 retiré du Fe2O3) | 12 %       | 20-70                    | >90            | >90        | 100                              |
| Exemples de procédés                | Lurgi (de) | Highveld Udy Larco Elkem | RN SL/RN Krupp | Krupp-Renn | Basset                           |

La gestion de l’injection de charbon pulvérisé à la sortie du four est une autre particularité du procédé. Les évolutions postérieures du procédé autorisent la possibilité de couper cette alimentation en charbon, et de ne fonctionner qu’avec le charbon (ou du poussier de coke) introduit avec le minerai. Dans ce cas, seul l'air de combustion est injecté à la sortie du four. Le rendement thermique, qui pénalise les fours tournants vis-à-vis des fours à cuve comme les hauts fourneaux, est ainsi amélioré car l'air absorbe une partie de la chaleur des Luppen. Mais l'oxygène de cet air ré-oxyde partiellement le produit. Ainsi, même si le fer peut être complètement réduit dans le four, les Luppen sont toujours altérés par le contact de l'air à la fin ou après la sortie du four.
L’ensemble est déchargé chaud du four. Il est alors refroidi violemment, puis broyé. Le fer est séparé du laitier par un tri électromagnétique. Les fines magnétiquement intermédiaires représentent 5 à 15 % de la charge enfournée. La fusion partielle de la charge augmente la densité des préréduits, mais implique aussi une coûteuse consommation d'énergie.

### Comportement de la charge pendant la traversée du four

Vue de la charge dans les deux zones actives du four.

Évolution de la composition chimique pendant la traversée du four, dans le cas du traitement de saprolite contenant ~15 % de fer et 2,5 % de nickel.

On distingue 3 zones dans le four,, :
- la zone amont, dite de préchauffage, où le minerai est chauffé jusqu’à 800 °C par les fumées chaudes remontant dans le four. Tant que la température reste inférieure à 900-1 000 °C, la réduction du minerai est minime et le charbon rejette ses matières les plus volatiles ;
- le milieu du four, dite zone de réduction, où le charbon se combine avec les oxydes de fer pour former du monoxyde de carbone. Ce monoxyde de carbone s'échappe de la charge et forme une couche gazeuse qui protège la charge de l'air oxydant circulant au-dessus. Puis ce gaz excédentaire brûle, chauffant les parois du four qui restituent ensuite, grâce au mouvement de rotation, la chaleur à la charge. La température monte progressivement à 800 - 1 200 °C. Les oxydes de fer se transforment progressivement en fer métallique, ou en ferronickel. Le métal obtenu se présente sous la forme de particules d'éponge métallique qui restent finement dispersées dans la gangue pulvérulente ;
- à la fin du four, la réduction est complète. Seule une faible quantité de CO est produite : la charge n'est plus protégée de l'oxydation par l'air soufflé à la base du four. Une réoxydation violente mais superficielle du fer se produit donc. La rotation ramène une partie du fer oxydé au cœur de la charge, ou elle est de nouveau réduite par le charbon résiduel. Le reste se mélange aux stériles pour former une scorie visqueuse et immiscible avec le métal produit. Cette réaction très exothermique va permettre la fusion du fer et du nickel non oxydé, qui s’agglomèrent sous la forme de nodules, les Luppen.

Le contrôle de la température, en relation avec le comportement physico-chimique du minerai, est un point critique. Une température excessive ou une granulométrie inadaptée génèrent des anneaux de matières frittées qui garnissent les parois du four. Généralement, un anneau de laitier, c'est-à-dire de scories pauvres en fer, se constitue aux deux tiers de la longueur du four. De même, un anneau métallique a tendance à se former à une dizaine de mètres de la sortie. Ces anneaux perturbent l'écoulement des matières et du gaz et réduisent le volume utile du four… quand ils ne l'obstruent pas complètement. Cette formation d'anneaux contrecarre la résurrection du procédé, notamment en Chine où, au début du XXIe siècle, les industriels ont renoncé à l'adopter après avoir constaté la criticité et la difficulté de gérer ce paramètre.
La fusion du laitier consomme de l'énergie mais permet de maîtriser le comportement de la charge dans le four. De fait, un minimum de 800 à 1 000 kg de laitier par tonne de fer est requis pour ne pas obtenir des Luppen trop gros. Le laitier limite aussi la ségrégation du charbon qui, beaucoup moins dense que le minerai, resterait en surface du mélange. Puis, à chaud, il devient une pâte qui protège le métal de l'oxydation. Enfin, à froid, sa vitrification simplifie autant le traitement des Luppen que le nettoyage du four lors des arrêts de maintenance.

### Performances avec des minerais pauvres
À l’instar de la plupart des procédés de réduction directe, le procédé Krupp-Renn est adapté à la production de minerai de fer préréduit à partir de minerais très siliceux, donc acides (indice de basicité CaO/SiO2 de 0,1 à 0,4), qui génèrent un laitier pâteux dès 1 200 °C. De plus, l'acidité du laitier le rend vitreux, donc facile à concasser et à séparer du fer. Plus marginalement, le procédé est aussi parfaitement adapté au traitement des minerais riches en dioxyde de titane. En effet, cet oxyde rendant le laitier particulièrement infusible et visqueux, les minerais qui en contiennent sont incompatibles avec les hauts fourneaux, qui doivent évacuer toute leur production sous la forme liquide. Les minerais de prédilection du procédé sont ainsi ceux qui perdraient leur intérêt économique s'il fallait les amender avec des additifs basiques, typiquement ceux qui sont peu riches en fer (entre 35 et 51 %) et dont la gangue doit être neutralisée. 
Intégré dans un complexe sidérurgique traditionnel, le procédé est une alternative aux procédés d'enrichissement ou à l'usine d'agglomération. En effet, il peut retirer les stériles et les éléments indésirables, comme le zinc, plomb ou étain. Dans un haut fourneau, ces éléments subissent un cycle continuel de vaporisation-condensation qui le sature progressivement. Avec le procédé Krupp-Renn, la haute température des fumées évite leur condensation dans le four avant leur récupération dans les installations de dépoussiérage. Ainsi, le procédé est un moyen de valoriser des sous-produits ou d'extraire certains métaux. Les Luppen sont ensuite refondues au haut fourneau, voire au cubilot ou au four Martin-Siemens, car il ne s'agit alors que de fondre une charge préréduite et riche en fer.
Le procédé s'est avéré adapté aux traitements de minerais riches en oxydes de nickel, de vanadium, etc.. Une autre utilisation de ce procédé est ainsi la production de ferronickel. Dans ce cas, les minerais saprolitiques, pauvres et très basiques (à cause de leur teneur en magnésie), sont tout aussi infusibles que les minerais très acides, et le procédé reste pertinent.
Comme la plupart des procédés de réduction directe, il est aussi possible d’utiliser à peu près n’importe quel combustible solide. Il faut 240 à 300 kg de houille pour traiter une tonne de minerai de fer contenant 30 à 40 % de fer. En retenant une consommation de 300 kg/t de minerai à 30 %, la consommation de houille est de 800 kg par tonne de fer, à laquelle il faut ajouter la fusion des Luppen au haut fourneau, qui consomme 300 kg de coke. Quand elle est faite entièrement au haut fourneau, la fusion de ce même minerai aboutit à une consommation totale de combustible identique… mais il s'agit exclusivement de coke, un combustible bien plus coûteux que la houille.
Par contre, le fonctionnement avec des laitiers contenant souvent plus de 60 % de silice, donc acides, est incompatible avec la désulfuration du métal, qui nécessite des laitiers très basiques. Ainsi, 30 % du soufre apporté par les combustibles se retrouve dans le fer et un coûteux traitement postérieur est alors nécessaire pour l'éliminer,.

### Productivité
Selon les minerais et la taille de l'installation, la production quotidienne d'un four est de 250 à 800 tonnes de minerai de fer préréduit. Les plus gros fours, qui atteignent 5 m de diamètre et 110 m de long, peuvent traiter 950 à 1 000 tonnes de minerai par jour, combustible non compris. Lorsqu'elle est bien conduite, une installation tourne environ 300 jours par an. La durée de vie du réfractaire interne est de 7 à 8 mois dans la partie la plus exposée du four, et 2 ans ailleurs. Ainsi, en 1960, un gros four Krupp-Renn alimenté en minerai pauvre produit 100 kt/an de fer, alors qu'un haut fourneau moderne de la même époque produit 10 fois plus de fonte.
Une des difficultés majeures, commune à tous les procédés de réduction directe par four rotatif, consiste en la formation locale d'un anneau de fer et de scories, frittés ensemble, un garni qui obstrue progressivement le four. La compréhension du mécanisme de formation de ce garni est complexe car elle fait intervenir la minéralogie, mais aussi la chimie du procédé (quelques éléments en quantité infimes suffisent à faire croître progressivement l'anneau et ainsi empoisonner progressivement le four) et la préparation du minerai (granulométrie, humidité…). Pour y remédier, augmenter l'apport d'air de combustion, voire interrompre la charge du four, est un moyen efficace de refondre ces anneaux. Sinon, il faut corriger la granulométrie du minerai enfourné ou corriger la chimie du mélange minéral enfourné.
En 1958, une usine complète construite par Krupp, pouvant produire 420 000 t/an de minerai de fer préréduit (soit une batterie de 6 fours), est estimée 90 millions de Deutsche Mark,, ou 21,4 millions de dollars. L'usine construite en 1956-1957 à Salzgitter-Watenstedt, bien intégrée dans un site sidérurgique existant, n'a cependant coûté que 33 millions de Deutsche Mark. À cette époque, les coûts d'investissement et de fonctionnement d'une installation Krupp-Renn en font une alternative viable au procédé de référence, le haut fourneau : l’investissement initial ramené à la tonne produite est presque 2 fois inférieur, mais les frais de fonctionnement sont presque 2,5 fois plus élevés.
Le laitier, une silice vitrifiée, s'avère facile à valoriser comme additif dans les revêtements de chaussée ou dans le béton. Toutefois, le procédé ne génère pas de gaz valorisable comme celui issu des hauts fourneaux, ce qui pénalise sa rentabilité dans la plupart des contextes, mais aussi résout la question de sa valorisation.

## Usines construites
| Nombre de fours | Emplacement                                        | Propriétaire à la mise en service                        | Diamètre interne (m)             | Longueur (m) | Capacité (tminerai/j)   | Date mise en service      | Date d’arrêt       | Remarques |
| --------------- | -------------------------------------------------- | -------------------------------------------------------- | -------------------------------- | ------------ | ----------------------- | ------------------------- | ------------------ | --- |
| 1               | Magdebourg (Allemagne)                             | F. Krupp                                                 | 0,7 (externe ou interne inconnu) | 8            | 2,5                     | 1931                      | 1933               | Premier four expérimental,. |
| 1               | Rheinhausen (Allemagne)                            | F. Krupp                                                 | 0,9                              | 14           | 6                       | NC                        | 1939               | Prototype A évolué pour explorer la faisabilité d'une variante du procédé Krupp-Renn, le procédé Krupp-Eisenschwamm. |
| 1               | Essen-Borbeck (Allemagne)                          | F. Krupp                                                 | 3,6                              | 50           | 275-300                 | 1935                      | 1945               | Démonstrateur industriel. Capacité de 250–280 t/j selon les Soviétiques. Transféré en Union soviétique en 1945. |
| 2               | Frankenstein (Silésie) Ząbkowice Śląskie (Pologne) | F. Krupp Zakłady Górniczo-Hutnicze „Szklary”             | 3,6                              | 50           | 2 × 250-280 2 × 275-300 | 1935 et 1941 1950-1953    | 1945 1982          | Transférés en Union Soviétique en 1945 puis reconstruits à l'identique par les Polonais. Traitement de garniérite (9 % de fer, 61 % de SiO2 et 0,73 % de nickel). |
| 4               | Anshan (Mandchoukouo)                              | Aciéries Shōwa Anshan I&S                                | 3,6                              | 60           | 4 × 60 8 × 300          | 1939 1948                 | 1945 NC            | 6 fours supplémentaires commandés mais jamais installés à cause de la guerre. Transférés en Union soviétique après la guerre. Reconstruits à l'identique en 1948 avec 4 fours supplémentaires. Minerai contenant 35-36 % de Fe et 40-48 % de SiO2.                                                                   |
| 4 2 1           | Seishin (Corée)                                    | Mitsubishi Shoji Kaisha                                  | 3,6                              | 60           | 4 × 300                 | 1939 1945-1954 avant 1964 | 1945 NC            | Transférés en Union soviétique après la guerre. 7 fours en 1964. Magnétite contenant 55-60 % de Fe, ou limonite contenant 46-52 % de Fe. |
| 2               | Kuji (Japon)                                       | Kawasaki Dockyard                                        | 1,8                              | 25 15        | 20 (est.)               | 1939                      | entre 1964 et 1967 | Petits fours de séchage reconvertis. Fours arrêtés en 1945 et redémarrés en 1949. |
| 4               | Ōeyama (Japon)                                     | Nihon Yakin Kogyo                                        | 3,6                              | 70           | 500-600                 | 1940-1942                 | 1945               | Minerai de fer contenant du nickel. |
| 1 2             | Nanao (Japon)                                      | Iwaki Cement Co                                          | 3,45                             | 88 73        | 3 × 70,7                | 1940                      | NC                 | Fours de cimenterie modifiés. Minerai contenant 26 % de Fe, 24-29 % de SiO2, 0,6 % de Ni, 1,4 % de Cr. En service en 1964 selon les sources soviétiques. |
| 1               | Onishi (Japon)                                     | Nippon Nickel Co                                         | 2,8                              | 50           | 60                      | vers 1940                 | NC                 | Les Luppen contiennent 1,3 % de Ni et 0,6 % de Cr. |
| 2               | Hirai (Japon)                                      | Riken Industrial Corp.,                                  | 2,3                              | 38           | 2 × 36                  | vers 1940                 | NC                 | Mélange de minerais limonitiques locaux et importés. Les Luppen contiennent 1,7 % de Ni et 2,1 % de Cr. |
| 2               | Fushun (Mandchoukouo)                              | Aciéries Shōwa                                           | 3,0                              | 60           | 2 × 60                  | vers 1940                 | NC                 | Magnétite. |
| 2               | Kuji (Japon)                                       | Kawasaki Dockyard                                        | 3,6                              | 60           | 2 × 300                 | 1941                      | 1967               | Fours arrêtés en 1945 et redémarrés en 1957-59. Minerai contenant 34-35 % de Fe et 5-8 % de TiO2. |
| 1 2             | Králův Dvůr (Tchécoslovaquie)                      | Králodvorských železárnách Hrudkovny Praha               | 3,6                              | 60           | 3 × 300-325             | 1943 vers 1955            | vers 1966          | Minerai contenant 30-35 % de Fe et 24 % de SiO2 (pélosidérite + chamosite + hématite). |
| 3               | Salzgitter-Watenstedt (Allemagne)                  | F. Krupp                                                 | 4,2                              | 70           | 3 × 500                 | 1943-1945                 | 1950               | Donné comme réparations de guerre en 1950. Minerai contenant 25-30 % de Fe. |
| 2               | Ōeyama (Japon)                                     | Nihon Yakin Kogyo                                        | 3,6                              | 70           | 500-600                 | 1952                      | en service (2014)  | Saprolite riche en nickel (>2,5 % Ni) importée de Nouvelle-Calédonie. Le procédé original a été fortement modifié et les Luppen contiennent 18-22 % de Ni. |
| 2               | Unterwellenborn (RDA)                              | VEB Maxhütte Unterwellenborn                             | 3,6                              | 60           | 2 × 300 - 400           | 1953                      | 1968               | Chamosite et limonite siliceuse. Mélange contenant contenant 33 % de fer, 10,5 % de Al2O3 et 27 % de SiO2. En 1957, projet de construction d'un 3e four, jamais concrétisé,. |
| 1 2             | Avilés (Espagne)                                   | Siderúrgica Asturiana, S. A.                             | 3,6 4,6                          | 60 70        | 250-275 NC              | 1954 vers 1960            | 1971               | Hématite contenant 30-40 % de Fe et 20-30 % de SiO2. |
| 3               | Mníšek (Tchécoslovaquie)                           | Kovohutě Mníšek                                          | 3,6                              | 60           | 3 × 300-350             | vers 1954                 | 1967               | Minerai contenant 30-35 % de Fe et 24 % de SiO2 (pélosidérite + chamosite + hématite). |
| 10              | Ejpovice (Tchécoslovaquie)                         | RND Ejpovice                                             | 3,6                              | 60           | 10 × 300-350            | 1956                      | 1966               | Sur la période, 2,827 Mt de Luppen à 82-83 % de fer ont été produits, à partir de minerai contenant 30-35 % de Fe et 24 % de SiO2 (pélosidérite + chamosite + hématite). |
| 1               | Lárymna (Grèce)                                    | Hellenic Company of Chemical Products & Fertilizers Ltd. | 4,2                              | 90           | 400                     | 1956                      | 1963               | Minerai contenant 35 % de Fe et 1,5-1,75 % de Ni, les Luppen contiennent 4 % de nickel. Échec technique : adoption du procédé LM en 1963, puis Larco en 1966 afin de déporter la fusion du préréduit dans un four électrique.                                                                                        |
| 2               | Salzgitter-Watenstedt (RFA)                        | Rennanlage Salzgitter-Ruhr GbR.                          | 4,2 4,6                          | 95 110       | 2 000                   | 1956 1957 et 1960         | 1963               | Minerai siliceux du Harz contenant 28-34 % de Fe. |
| 2 1             | Sabinów k. Częstochowy (Pologne)                   | Zakłady Górniczo-Hutnicze „Sabinów”                      | 3,6 4,2                          | 60 70        | 340 et 360 460          | 1958                      | 1971               | Sidérite contenant 31-33 % de Fe et 25 % de SiO2. L'écart de productivité entre les deux premiers fours vient de leur inclinaison (respectivement 2 et 3°). |
| 1               | Minnesota (États-Unis)                             | South Western Engineering                                | 2,7                              | 53,4         | NC                      | 1959                      | vers 1962          | Usine pilote construite sous licence Krupp pour évaluer la valorisation du gisement de Mesabi Range : 12 000 t de minerai y ont été transformées en 5 000 t de Luppen. Minerai contenant 47 % de Fe et 18 % de Ti2O2.                                                                                                |
| 6               | Essen-Borbeck (RFA)                                | F. Krupp                                                 | 4,6                              | 110          | 4 200                   | 1959-1960                 | 1963               | Mélange à 35 % de Fe constitué de minerais importés et de crasses limonitiques. |
| 1               | Novotroïtsk (URSS)                                 | Combinat Métallurgique d'Orsk-Khalilovo                  | 3,6                              | 60           | 2 × 250-300             | 1960 1963-1973            | NC                 | Limonite d'Ackerman (Khabarninsky) contenant 32-45 % de Fe, 1,26 % de Cr et 0,52 % de Ni, ou limonite d'Orsk-Khalilovo contenant 18 % de Fe, 0,6-1,16 % de Cr. Gangue de SiO2 et Al2O3. Chaque four produit 55–60 t/j de Luppen contenant 1,2-2,3 % de Ni et 0,4-0,9 % de Cr. Le produit est fondu au haut fourneau. |
| 2 1             | St. Egidien (RDA)                                  | VEB St. Egidien                                          | 4,2                              | 90           | NC                      | décembre 1960 1974        | 1990               | Prévus pour le traitement de silicates de nickel hydratés. 4 fours initialement prévus, le 3e a été ajouté vers 1974. Minerai contenant 11 % de Fe et 0,84 % de Ni, les Luppen contiennent 5,8 % de Ni. |
| 3               | Zębiec k. Iłży (Pologne)                           | Zakłady Górniczo-Hutnicze „Zębiec”                       | 4,2                              | 95           | 580                     | 1965                      | 1970               | Sable ferrugineux contenant 15 % de Fe. |

## Héritage

### Évolution
Au vu de ses performances, le procédé a semblé une base de développement pertinente pour des variantes plus efficaces. Vers 1940, les Japonais ont notamment construit plusieurs petits fours de réduction opérant à plus basse température : un à Tsukiji (1,8 m × 60 m), deux à Hachinohe (2 fours de 2,8 m × 50 m) et trois à Takasago (2 fours de 1,83 m × 27 m et 1 four de 1,25 m × 17 m). Mais, ne produisant pas de Luppen, ils ne peuvent pas être assimilés au procédé Krupp-Renn.
Bien que la réduction directe dans un four rotatif ait fait l’objet d'un grand nombre de développements, le descendant logique du procédé Krupp-Renn est le « procédé Krupp-CODIR ». Développé dans les années 1970, il reprend les principes généraux du Krupp-Renn avec une réduction à plus basse température, typiquement entre 950 et 1 050 °C, qui permet d’économiser du combustible mais qui est insuffisante pour obtenir une fusion partielle de la charge. L'ajout d'additifs correcteurs basiques (généralement du calcaire ou de la dolomie) mélangés avec le minerai permet le retrait du soufre apporté par le charbon, bien que la thermolyse de ces additifs soit très endothermique. Ce procédé a été adopté par 3 usines : en 1973 par la Dunswart Iron & Steel Works en Afrique du Sud, en 1989 par la Sunflag Iron and Steel et en 1993 par la Goldstar Steel & Alloy, en Inde. Si l'application industrielle s'est bien concrétisée, ce procédé échoue cependant à s'imposer comme a pu le faire son prédécesseur.
Enfin, il existe beaucoup de procédés de réduction directe postérieurs au Krupp-Renn et fondés sur un four tubulaire rotatif. Au début du XXIe siècle, leur production cumulée représente entre 1 et 2 % de la production mondiale d'acier. La technologie reste donc assez confidentielle : en 1935 et 1960, la production issue du procédé Krupp-Renn (respectivement 1 et 2 millions de tonnes) correspondait à un peu moins de 1 % de la production mondiale d'acier,.

### Traitement de sous-produit ferreux
Spécialisé dans la valorisation de minerais pauvres, le procédé Krupp-Renn a servi logiquement de base de développement à des procédés de recyclage de sous-produits ferreux. En 1957, Krupp essaie à Stürzelberg un four traitant les pyrites grillées afin d'en extraire le fer (sous la forme de Luppen) et le zinc (vaporisé dans les fumées). Ce procédé est donc un hybride entre le procédé Waelz et le Krupp-Renn, raison pour laquelle il a été appelé « procédé Krupp-Waelz » (ou encore « Renn-Waelz »). Limité à un unique démonstrateur de 2,75 m × 40 m capable de traiter 70 à 80 t/jour, ses essais n'ont pas eu de suite.
La filiation technique entre le Krupp-Renn et les procédés japonais de production de réduction directe est souvent évoquée. Dans les années 1960, partageant le constat de la difficile maîtrise du colmatage du four, les sidérurgistes japonais développent leurs variantes à basse température du procédé Krupp-Renn. La Kawasaki Steel met en service dans l'usine de Chiba (1968) ainsi que celle de Mizushima (1975), un four de réduction directe dont la caractéristique la plus visible consiste en une unité de bouletage des sous-produits sidérurgiques du site (boues et poussières issues de l'épuration des gaz de convertisseur et de haut fourneau). Le « procédé Kawasaki » intègre également d'autres évolutions, comme la combustion de pétrole au lieu de charbon pulvérisé et l'utilisation de poudre de coke au lieu du charbon en mélange avec le minerai… Quasiment identique au procédé Kawasaki (il dispose d'une unité de bouletage plus élaborée), le « procédé Koho » a été adopté par Nippon Steel, qui démarre une installation de ce type en 1971 à l'usine de Muroran.

### Le procédé Ōeyama
Pour des articles plus généraux, voir Extraction du nickel et Fonte brute de nickel.

Diagramme de principe du « procédé Oheyama ».

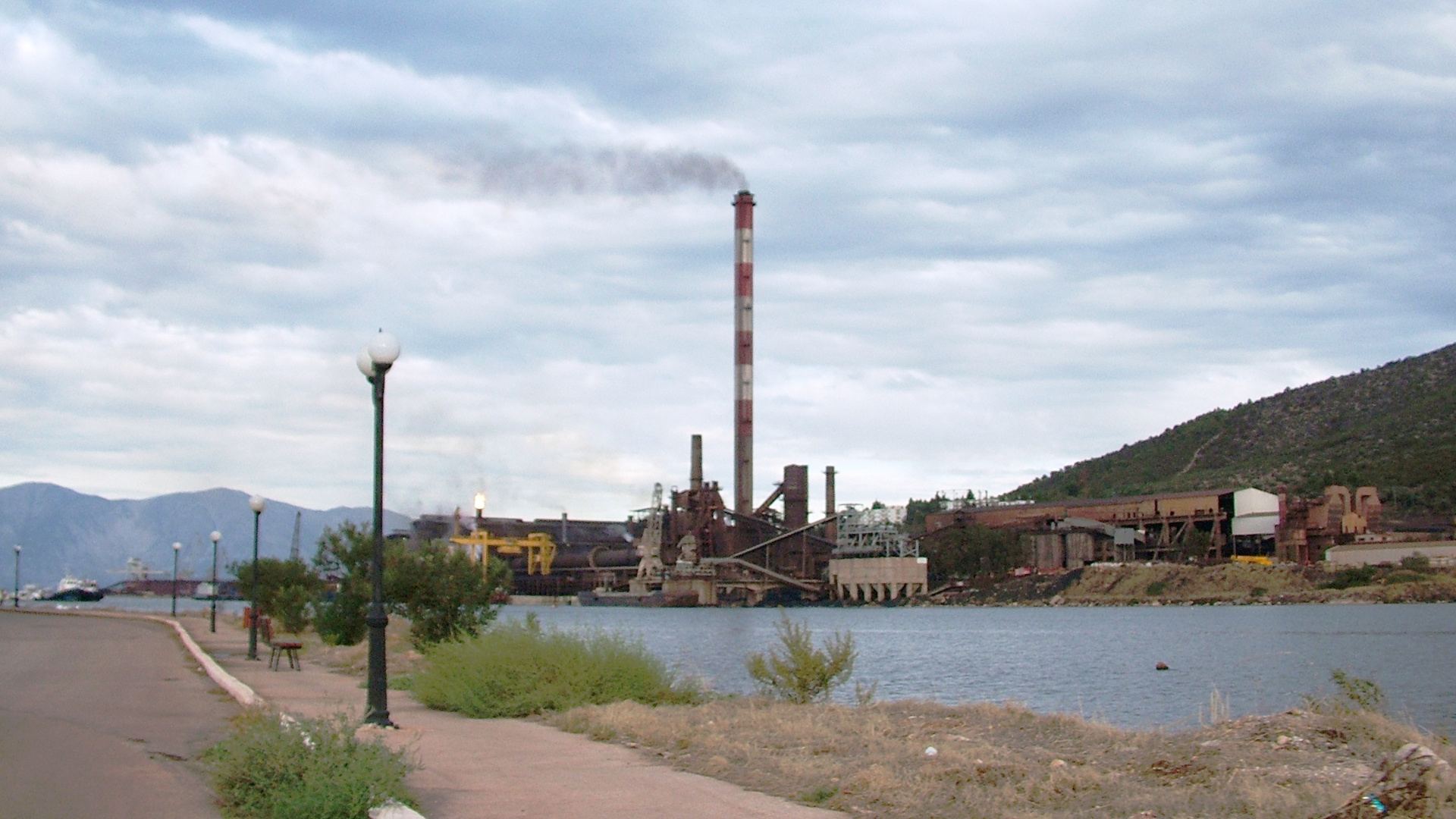
Usine métallurgique de l'entreprise Larco à Lárymna, en Grèce. Ses fours ont été adaptés à la réduction directe à basse température à la suite de l'échec du Krupp-Renn.

La production de ferronickel à partir de latérites s'inscrit dans un contexte bien plus favorable au procédé Krupp-Renn que la sidérurgie. En effet, les minerais latéritiques sous la forme de saprolite sont pauvres, très basiques et contiennent du fer. Les volumes de production sont modérés et la chimie du nickel se prête remarquablement bien à la réduction au four rotatif. Le procédé est donc séduisant mais, quel que soit le métal extrait, maîtriser toutes les transformations physiques et chimiques dans un unique réacteur est un réel défi. L'échec de l'usine Larco à Lárymna, en Grèce, illustre le risque que représente son adoption : ce n'est que lors du passage à l'étape industrielle que le minerai s'est avéré incompatible avec le procédé Krupp-Renn.
Par conséquent, réaliser une réduction à plus basse température, suivie d'une fusion au four électrique permet, moyennant un investissement plus élevé, de dédier un outil à chaque étape afin de gagner en simplicité et en efficacité. Mise au point en 1950 en Nouvelle-Calédonie dans l'usine de Doniambo, cette combinaison s'est avérée rentable et surtout, plus robuste. De grands tambours rotatifs (5 m de diamètre et 100 m, voire 185 m, de long) sont utilisés pour produire une poudre sèche de concentré de minerai de nickel. Cette poudre contient 1,5 à 3 % de nickel. Elle sort à 800–900 °C du tambour pour être immédiatement fondue dans des fours électriques. On se contente d'effectuer une réduction partielle dans les tambours : un quart du nickel en sort la forme métallique, le reste est encore oxydé. Seulement 5 % de fer est réduit en métal, et il reste du charbon imbrûlé qui servira de combustible lors de l'étape ultérieure de fusion au four électrique. Cette filière bien éprouvée (appelée aussi procédé RKEF, pour Rotary Kiln–Electric Furnace) s'est imposée : au début du XXIe siècle, elle assure la quasi-totalité du traitement des latérites nickélifères.
Cependant, au début du XXIe siècle, la fonderie de Nihon Yakin Kogyo à Ōeyama, au Japon, continue d'utiliser le procédé Krupp-Renn pour la production de ferronickel de qualité intermédiaire (23 % de nickel), appelé parfois fonte brute de nickel. Avec une production mensuelle de 1 000 tonnes de Luppen pour une capacité de production de 13 kt/an, elle fonctionne à pleine capacité. Elle est la seule usine du monde à conserver ce procédé. C'est aussi la seule usine à utiliser un procédé de réduction directe pour l'extraction du nickel à partir de  latérites. Le procédé, considérablement modernisé, est revendiqué comme le « procédé Ōeyama ».
Le procédé Ōeyama se distingue de procédé Krupp-Renn par l'emploi de calcaire, et le briquetage du minerai avant son enfournement. Il conserve ses avantages, qui sont la concentration de toutes les réactions pyrométallurgiques dans un unique réacteur, et l'utilisation de charbon standard (c'est-à-dire non cokéfiable), qui couvre 90 % des besoins énergétiques du procédé. La consommation de charbon n'est que de 140 kg par tonne de latérite sèche, et la qualité du ferronickel obtenu est compatible avec une utilisation directe par la sidérurgie. Quoique marginal, le procédé Krupp-Renn reste ainsi un procédé moderne et performant pour la fabrication de fonte brute de nickel. Dans ce contexte, face au procédé RKEF et au couple « usine d'agglomération-haut fourneau », il reste une alternative systématiquement étudiée.

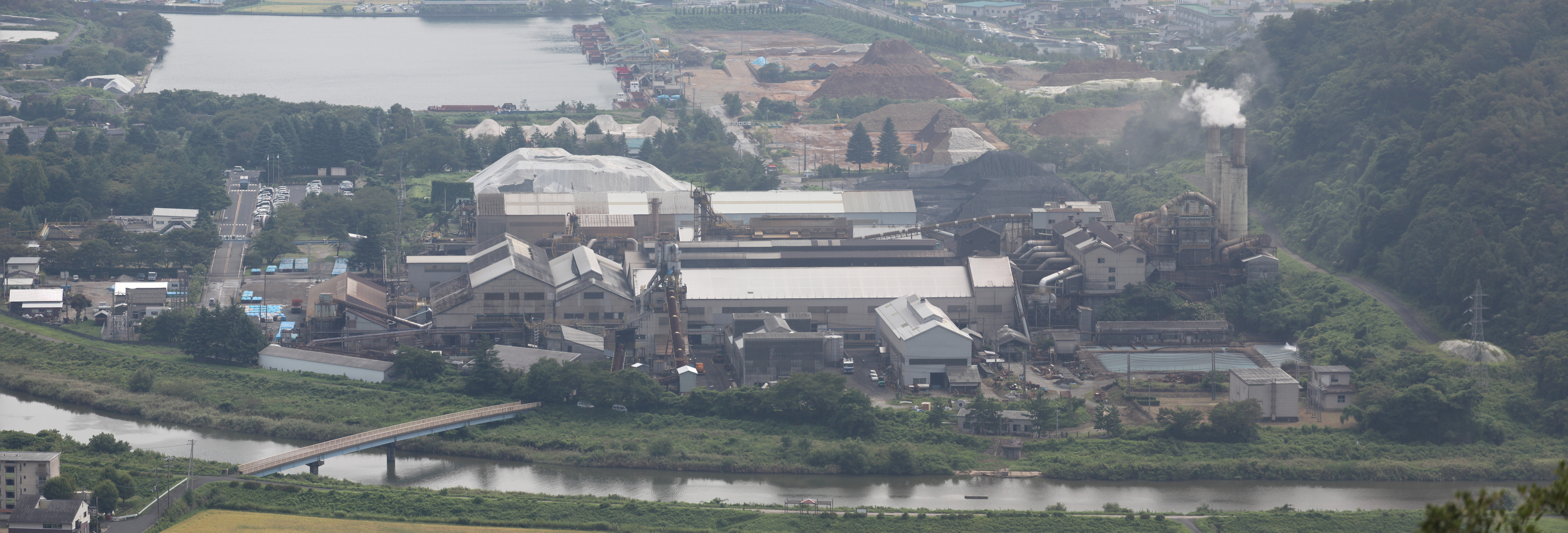
L'usine d'Ōeyama (Japon) de Nihon Yakin Kogyo en 2012. C'est la dernière usine à employer le procédé Krupp-Renn dans l'extraction du nickel.